# Nomad Astana
Der HK Nomad (russisch Хоккейный клуб «Номад») ist eine Eishockeymannschaft aus der kasachischen Hauptstadt Astana (von 2019 bis 2022 unter dem Namen Nur-Sultan), die 2007 als zweite Mannschaft von Barys Astana gegründet wurde und 2008 den Spielbetrieb in der kasachischen Meisterschaft aufnahm. Seit 2019 gehört Nomad der supranationalen Wysschaja Hockey-Liga an.

## Geschichte
Die zweite Mannschaft von Barys Astana wurde 2007 gegründet und spielte zunächst in der Perwaja Liga, der damals dritten Spielklasse Russlands. Zur 2008/09 wurde das Team in die kasachische Meisterschaft aufgenommen und wurde in der Saison 2010/11 Vizemeister. Ab 2013 trat die zweite Mannschaft unter dem Namen Nomad Astana an.
2017 setzte sich Nomad im Playoff-Finale gegen den HK Arystan Temirtau mit 4:3 durch und gewann damit den ersten Titel der Vereinsgeschichte. Damit qualifizierte sich Nomad für den IIHF Continental Cup 2017/18. In dessen Finalturnier belegte Nomad den zweiten Platz hinter dem HK Junost Minsk.
Im Mai 2019 wurde Nomad in die Wysschaja Hockey-Liga aufgenommen.

## Trainer
- Juri Michailis 2007–2010
- Galym Mambetalijew 2010–2011
- Juri Michailis 2011–2012
- Alexander Wyssozki 2013–2014
- Juri Michailis (seit 2014)